# Divize C 2012/2013
Divizi C hrálo stejně jako v předešlé sezoně 16 klubů. Tento rok se Divize C zúčastnilo 8 loňských aktérů a 8 nováčků, kteří buďto postoupili z krajských přeborů nebo byli přeřazeni z Divize A nebo Divize B. Celkový vítěz divize C v této sezóně a postupující do ČFL, SK Viktorie Jirny, byl před sezónou přeřazen z divize B, kde před tím možnost postupu již 5x odmítl. Po skončení sezóny se ze soutěže odhlásily kluby Mšena a Lhoty pod Libčany.

## Systém soutěže
Hrálo se 30 kol, každý klub se s každým soupeřem střetl 2x, jednou doma a jednou venku. Vítězný tým postoupil do ČFL, sestoupily poslední tři týmy (počet sestupujicích není každoročně předem znám, protože závisí na počtu klubů sestupujících z ČFL).

## Nové týmy v sezoně 2012/13
Z ČFL 2011/12 sestoupil tým FK OEZ Letohrad. Z krajských přeborů postoupila vítězná mužstva ročníku 2011/12: TJ Sokol Lhota pod Libčany z Královéhradeckého přeboru, SK Holice z Pardubického přeboru, SK Sparta Kutná Hora z Středočeského přeboru a SK Semily z Libereckého přeboru, z druhých míst pak postoupila mužstva TJ Svitavy z Pardubického přeboru a FK Dobrovice z Středočeského přeboru.Z Divize B sem bylo přeřazeno mužstvo SK Viktoria Jirny.

## Kluby podle přeborů
- Královéhradecký (5): FK Náchod, TJ Dvůr Králové nad Labem, RMSK Cidlina Nový Bydžov, 1. FK Nová Paka, TJ Sokol Lhota pod Libčany.
- Pardubický (4): FK Pardubice „B“,  TJ Jiskra Ústí nad Orlicí, TJ Svitavy, SK Holice, FK OEZ Letohrad.
- Liberecký (3): FK Pěnčín-Turnov, FK Jiskra Mšeno - Jablonec nad Nisou, SK Semily.
- Středočeský (3): SK Viktoria Jirny, FK Dobrovice, SK Sparta Kutná Hora.

## Kluby 2012-2013
| Klub                                 | sezona 2011/2012 |
| ------------------------------------ | ---------------- |
| TJ Jiskra Ústí nad Orlicí            | 4. místo         |
| TJ Dvůr Králové nad Labem            | 5. místo         |
| FK Jiskra Mšeno - Jablonec nad Nisou | 6. místo         |
| FK Pěnčín-Turnov                     | 8. místo         |
| FK Pardubice B                       | 10. místo        |
| 1. FK Nová Paka                      | 13. místo        |
| FK Náchod                            | 14. místo        |
| RMSK Cidlina Nový Bydžov             | 15. místo        |
| SK Sparta Kutná Hora                 | nováček Divize C |
| TJ Svitavy                           | nováček Divize C |
| FK Dobrovice                         | nováček Divize C |
| SK Semily                            | nováček Divize C |
| Sokol Lhota pod Libčany              | nováček Divize C |
| SK Holice                            | nováček Divize C |
| FK OEZ Letohrad                      | nováček Divize C |
| SK Viktorie Jirny                    | nováček Divize C |

## Konečná tabulka
| Poř. | Tým                           | Z  | V  | R | P  | VG | OG | B  |
| ---- | ----------------------------- | -- | -- | - | -- | -- | -- | -- |
| 1.   | SK Viktorie Jirny             | 30 | 28 | 1 | 1  | 97 | 10 | 85 |
| 2.   | SK Sparta Kutná Hora (N)      | 30 | 16 | 6 | 8  | 57 | 35 | 54 |
| 3.   | FK Jiskra Mšeno-Jablonec n.N. | 30 | 14 | 9 | 7  | 56 | 29 | 51 |
| 4.   | FK Pardubice B                | 30 | 15 | 5 | 10 | 51 | 37 | 50 |
| 5.   | TJ Svitavy (N)                | 30 | 14 | 5 | 11 | 62 | 55 | 47 |
| 6.   | FK OEZ Letohrad (S)           | 30 | 14 | 4 | 12 | 52 | 43 | 46 |
| 7.   | 1. FK Nová Paka               | 30 | 13 | 6 | 11 | 44 | 47 | 45 |
| 8.   | FK Dobrovice (N)              | 30 | 12 | 6 | 12 | 40 | 35 | 42 |
| 9.   | TJ Jiskra Ústí nad Orlicí     | 30 | 13 | 1 | 16 | 51 | 59 | 40 |
| 10.  | FK Náchod                     | 30 | 11 | 4 | 15 | 49 | 47 | 37 |
| 11.  | TJ Dvůr Králové nad Labem     | 30 | 10 | 7 | 13 | 42 | 45 | 37 |
| 12.  | Sokol Lhota pod Libčany (N)   | 30 | 10 | 7 | 13 | 35 | 51 | 37 |
| 13.  | FK Pěnčín-Turnov              | 30 | 11 | 4 | 15 | 42 | 60 | 37 |
| 14.  | RMSK Cidlina Nový Bydžov      | 30 | 8  | 8 | 14 | 32 | 56 | 32 |
| 15.  | SK Semily (N)                 | 30 | 7  | 6 | 17 | 38 | 66 | 27 |
| 16.  | SK Holice (N)                 | 30 | 3  | 3 | 24 | 23 | 96 | 12 |

|  | Postup do ČFL                           |
|  | Sestup do příslušného krajského přeboru |